# Chiesa di Santa Marina (Castroreale)
La chiesa di Santa Marina, sorge assieme alla chiesa di Sant'Agata nella parte bassa del comune di Castroreale. Appartenente all'arcidiocesi di Messina-Lipari-Santa Lucia del Mela, vicariato di Barcellona Pozzo di Gotto sotto il patrocinio di San Sebastiano, arcipretura di Castroreale.

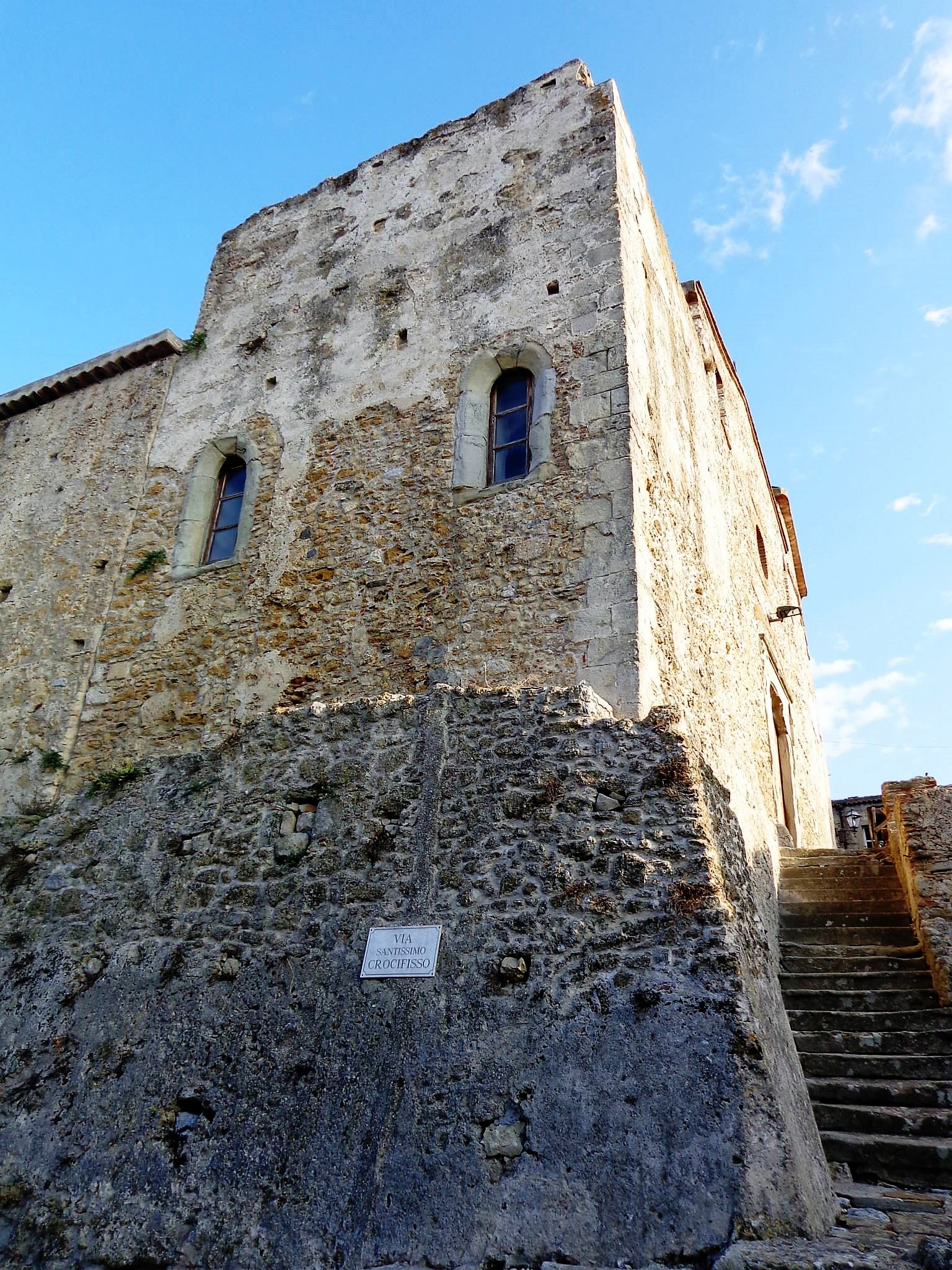
Esterno.

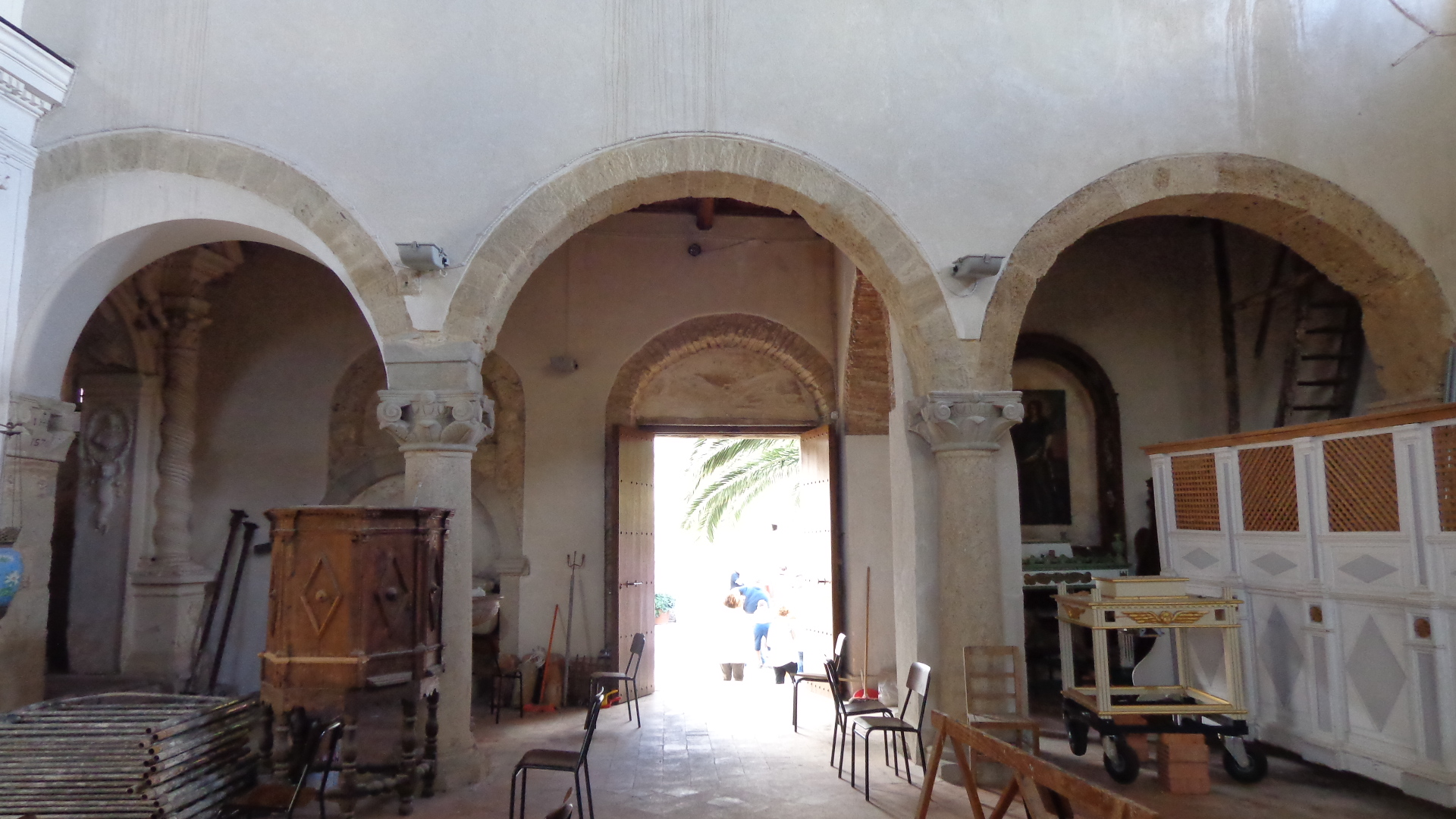
Navata e ingresso laterale destro.

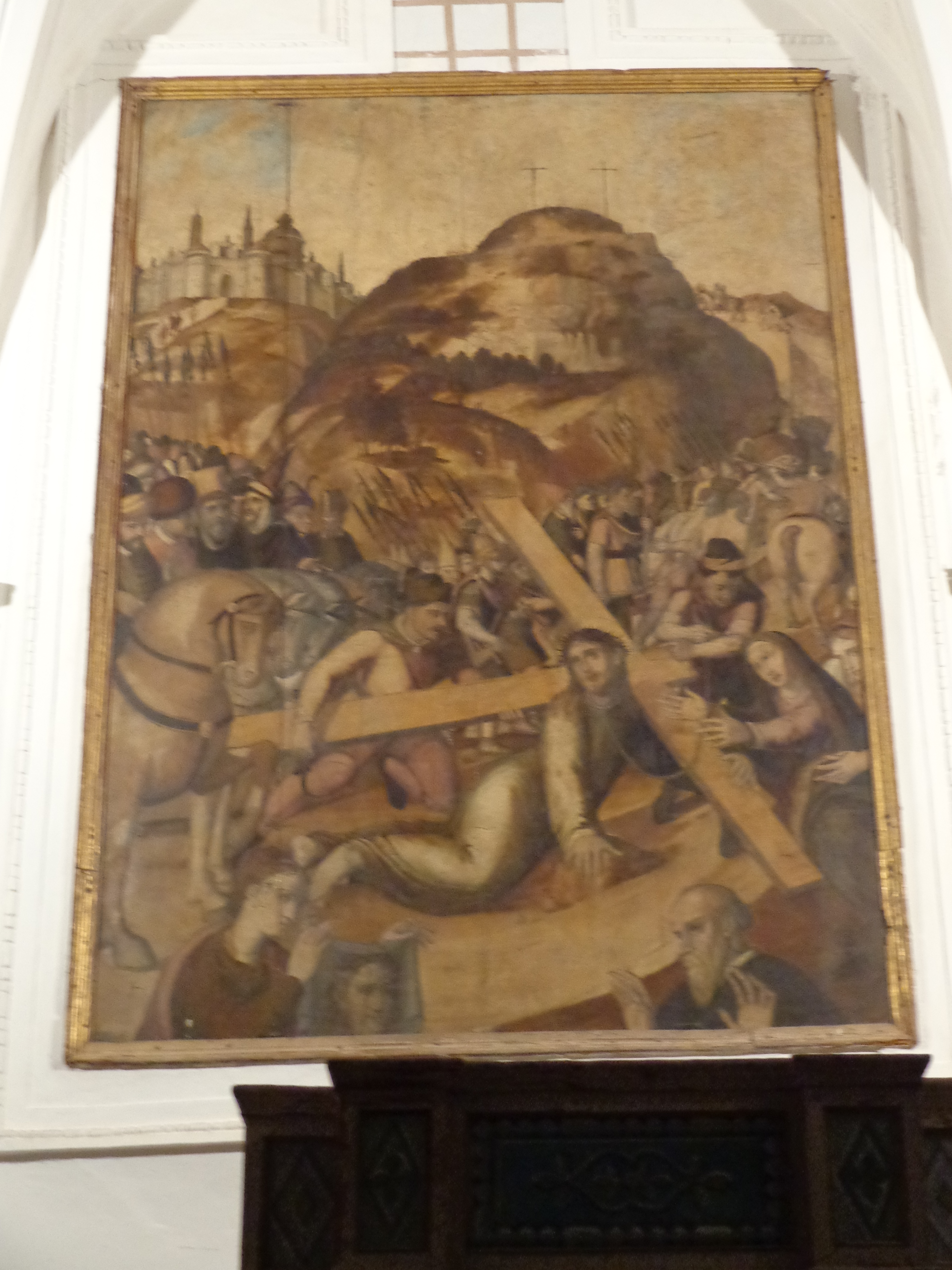
Andata al Calvario.

## Descrizione
L'edificio attuale risale agli inizi del XVI secolo, costruito verosimilmente su impianti preesistenti del periodo normanno - svevo in stile romanico e successivamente inglobato nel sistema di fortificazioni aragonesi.
In epoca spagnola la festa di San Lorenzo era solennizzata nelle immediate adiacenze del luogo di culto con lo svolgimento di una fiera franca. Nei giorni a cavallo del 10 agosto di ogni anno aveva luogo l'evento istituito con privilegio dell'imperatore Carlo V nel 1535, che richiamava folle da tutto il comprensorio.
Gran parte del patrimonio artistico, costituito da importanti opere di pittura e scultura, sono temporaneamente custodite presso la pinacoteca parrocchiale e il museo civico cittadino:
- Trittico fiammingo del 1544/1545.

Tetto ligneo con decorazioni.
Da questa chiesa proviene il Crocifisso collocato sull'altare maggiore del duomo di Santa Maria Assunta.

### Navata destra
- Prima campata: Altare di Santa Apollonia. Nella sopraelevazione della nicchia altare è collocata la riproduzione del dipinto raffigurante Santa Apollonia.
- Seconda campata: ingresso laterale.
- Terza campata: Arco e sarcofago.

### Navata sinistra
- Prima campata: Cappella di San Lorenzo. Il vano è inserito nella preesistente torre, concessa nel XVII secolo alla famiglia Muscianisi dei baroni di Centineo. Sull'altare costituito da colonne scure con capitelli corinzi sormontato da timpano era collocata la tavola raffigurante San Lorenzo e storie del martirio opere di frate Simpliciano da Palermo.[2] Alla base il paliotto in marmi policromi. La cappella presenta sulla parete sinistra un sarcofago in stile rinascimentale e la ricchissima lapide nel pavimento del 1660c.
- Seconda campata: Cappella del Santissimo Crocifisso. Il doppio vano presenta in questo ambiente un Crocifisso con altare ligneo.[3]
- Terza campata.

### Transetto
- Absidiola destra: Cappella della Consolazione. Ambiente decorato in stile barocco siciliano con stucchi di tale "mastro Isidoro" del 1678 e con affreschi realizzati da Filippo Jannelli. L'accesso al vano è garantito da arco arricchito da colonne tortili scanalate con capitelli corinzi sormontato da timpano ad arco spezzato con putti che reggono uno stemma intermedio. Putti adagiati sulle cimase dell'arco, busti e decorazioni nell'intradosso arricchiscono la struttura. L'altare è costituito da altrettante colonne tortili inghirlandate sormontate da cornicione sovrastato da putti in stucco che reggono un medaglione con decorazioni floreali. Nell'edicola è collocata la riproduzione dell'Adorazione dei Magi con raffigurazioni sagomate ai lati, originale dell'opera custodita nella Pinacoteca di Santa Maria degli Angeli di ignoto autore appartenente alla scuola di Pieter Coecke van Aelst, dono dall'arcivescovo Ottaviano Preconio.
- Absidiola sinistra: Cappella del Santissimo Sacramento. L'accesso al vano è garantito da arco arricchito da colonne doriche con capitelli corinzi. La sopraelevazione lignea a gradini dell'altare contempla un tronetto sovrastato da raggiera sormontata da corona.
- Abside. Sull'altare maggiore oggi è stata ricollocata la tavola raffigurante l'Andata al Calvario, opera ispirata allo Spasimo di Sicilia di Raffaello Sanzio, dipinta nella seconda metà del XVI secolo da un discepolo del napoletano Deodato Guinaccia.[4]